# Drapeau et armoiries du canton de Zoug
Le drapeau et les armoiries zougoises sont des emblèmes officiels du canton de Zoug et de la ville de Zoug.

## Histoire et signification
Les premiers sceaux conservés de la ville de Zoug datent de 1319. À cette époque déjà, les armoiries avaient la même disposition que le drapeau actuel, à la différence que les couleurs n'étaient pas les mêmes. La description héraldique était « De gueules à la fasce d'argent ». Ce qui ressemble trait pour trait au drapeau de l'Autriche, puisque c'était bel et bien ce dernier qui était utilisé par la Ville. En effet, depuis 1264 et la reprise en main des terres d'abord administrées par les Comtes de Lenzbourg (?-1173) puis par la Maison de Kybourg (1173-1264), le roi Rodolphe Ier de Habsbourg possédait la ville. 
La première attestation des couleurs bleu et blanc remonte à 1370. 
La disposition des bandes provient donc des armoiries des Ducs d'Autriche. Si le vexillologue Louis Mühlemann rapporte dans son ouvrage les couleurs proviennent probablement de Lenzbourg, l'héraldiste Adolphe Gauthier reprend une autre théorie dans son ouvrage sur le sujet. Il estime que, comme les Canton de Lucerne et Canton de Zurich, le bleu du drapeau pourrait représenter un lac et plus précisément le Lac de Zoug et le blanc la grève. En revanche, les deux historiens s'accordent sur le fait que la disposition de la fasce soit une référence directe et claire aux Ducs d'Autriche.
Adolphe Gauthier estime de plus que les explications portant sur le bleu et le blanc représentant les peuples alémaniques par opposition aux couleurs des Burgondes, des Francs et des Scandinaves ne tient pas la route puisque ces couleurs devraient être généralement plus arborées par des villes alémaniques, ce qui n'est pas le cas à part Zoug, Lucerne, et Zurich.
Aujourd'hui, la majorité des sites de vente de drapeaux suisses font du drapeau cantonal également le drapeau communal,,. Toutefois, le site internet du canton de Zoug arbore un autre drapeau pour la ville : une couronne murale est intégrée dans la bande blanche supérieure du drapeau.

### Une guerre des drapeaux
En 1379, ville et district reçurent du roi Venceslas II de Bohême le droit d'exercer la justice. Mühlemann rapporte qu'en 1400, la ville reçut en outre la compétence de justice criminelle pour elle mais aussi pour le district (Äusseres Amt), ce dernier revendiqua alors le droit de conserver sceaux, archives et drapeau, ce que la ville refusa. En octobre 1404, le district aidé par Schwytz attaqua la ville en pleine nuit et s'empara du drapeau. Cela déboucha sur une mobilisation armée des autres cantons de la Confédération qui marchèrent sur le district pour reprendre la bannière et les sceaux et les rendre à la ville de Zoug. Schwytz fut condamné à payer une amende que le canton ne paya jamais et Zoug s'émancipa dès cette date de Schwytz.
Mühlemann pointe dans son ouvrage, et par cet événement, l'importance d'alors que conféraient la possession de marques de souveraineté et dont le drapeau fait partie.

## Descriptions

### Description vexillologique
La description vexillologique du drapeau zougois est « Blanc à la fasce bleue ». Le bleu doit toujours toucher la hampe.

### Description héraldique
La description héraldique des armoiries zougoises est « D'argent à la fasce d'azur ». 

## Autre représentation vexillologique et héraldique
Le drapeau est également décliné sous forme d'oriflamme, soit en queue de pie, soit en base plate. L'oriflamme des cantons reprenant le drapeau cantonal dans sa partie supérieure et les couleurs cantonales dans la partie inférieure est appelée un drapeau « complet ».

Drapeau complet zougois

## Utilisation et mention
Le drapeau et les armoiries sont identiques. La fasce (bande) bleue est toujours horizontale.
Les armoiries se retrouvent sur les plaques d'immatriculation arrières de véhicules enregistrés dans le canton de Zoug.

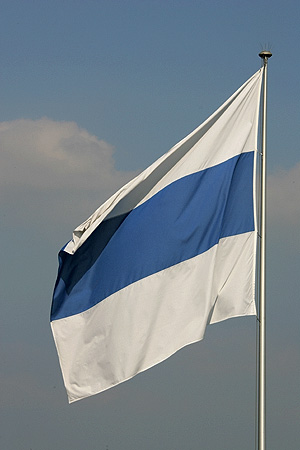
Le drapeau zougois sur un mât.
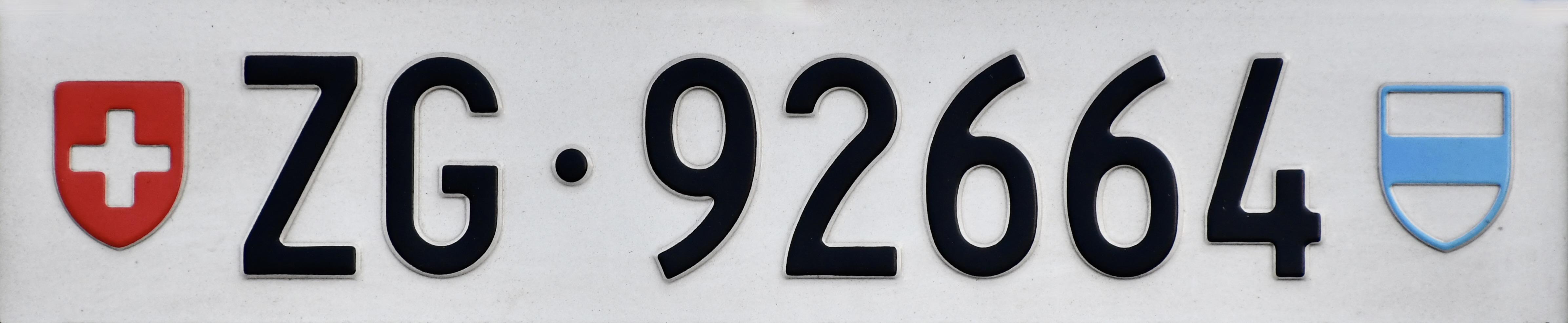
Plaque d'immatriculation arrière zougoise.